# Tristanieae
Tristanieae é uma tribo pertencente à família das mirtáceas. Tem os seguintes géneros:

## Géneros
- Thaleropia Peter G.Wilson
- Tristania R.Br.
- Xanthomyrtus Diels